# Haus Stallburg

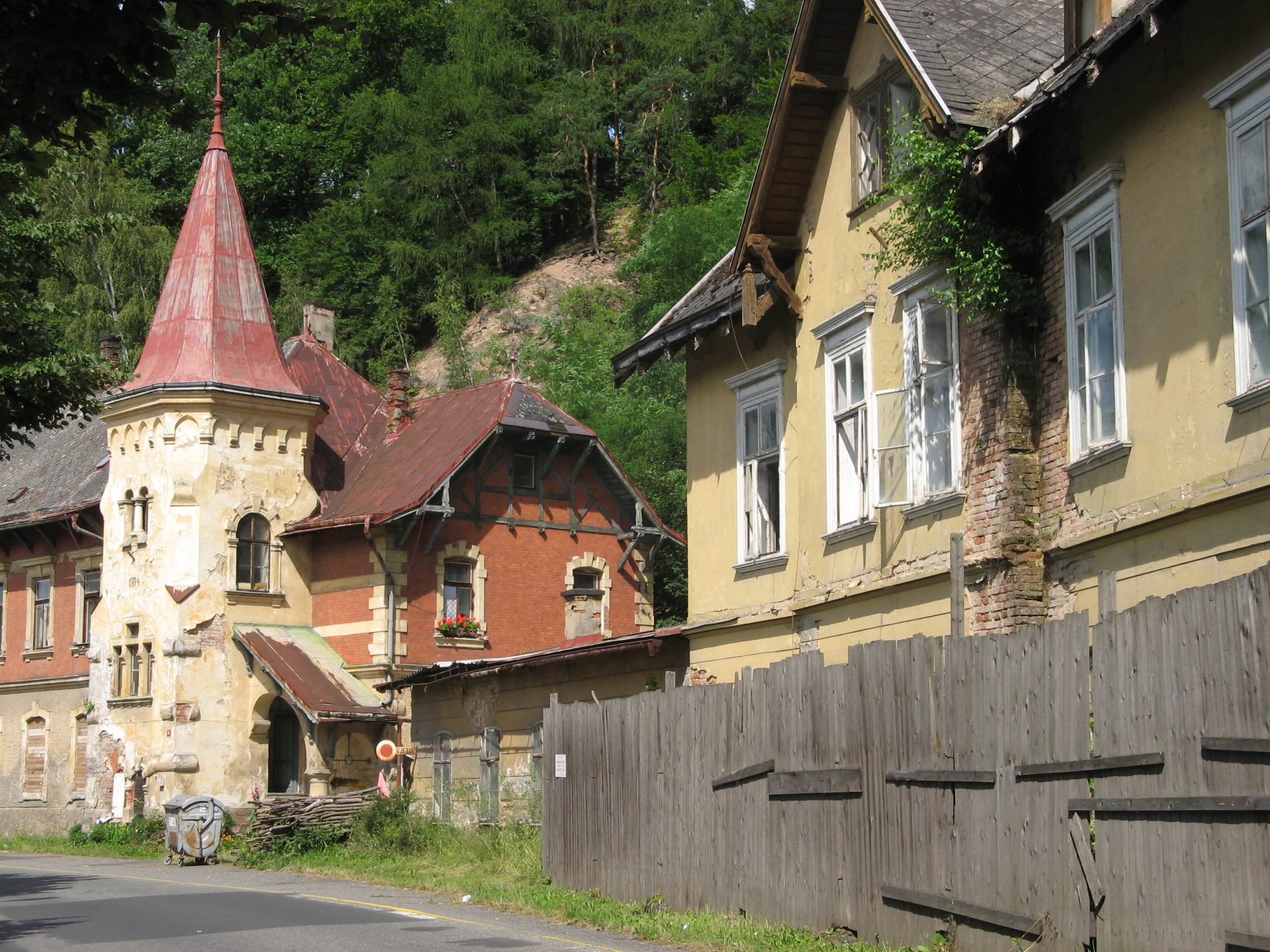
Das Haus Stalburg und andere Gebäude (2010)

Das Haus Stallburg (tschechisch: Dům Stallburg) oder selten auch Schloss Stalburg wurde nach 1885 im Südteil von Gießhübl-Sauerbrunn (tschechisch Kyselka) bei Karlsbad errichtet. Es steht seit 2012 unter Denkmalschutz und wurde bis März 2014 renoviert.

## Geschichte

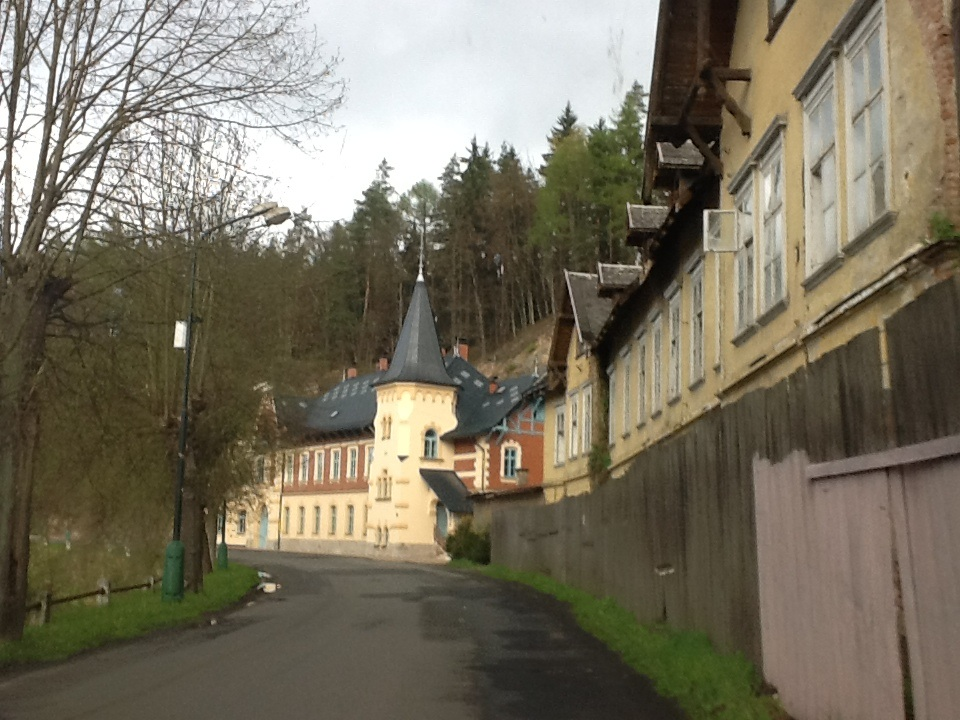
Das Haus Stalburg nach der Restaurierung (2014)

Das Haus Stalburg wurde nach 1885 erbaut. Nachdem die deutsche Bevölkerung 1946 fast vollständig aus der Tschechoslowakei vertrieben wurde, blieb das Gebäude. 1957 wurde es verstaatlicht und erst 1994 wieder privatisiert. Von 2005 bis 2012 lebten im Gebäude mehrere Roma-Familien, die vor der Restaurierung umgesiedelt wurden, die im März 2014 abgeschlossen war. Bei der Eröffnung des Gebäudes waren Václav Klaus und der amerikanische Lepidopterologe Rudolf Mattoni, dessen Eltern aus der Gegend stammen, anwesend. Die Restaurierung kostete 31,5 Millionen Kronen.  Zukünftig sollen im Haus mehrere Familien leben. Ein zusätzlicher Anbau am Haus sorgte für starke Kritik. 